# Jean-Pierre-François Ripert de Monclar
Pour les articles homonymes, voir Ripert.
Jean-Pierre-François Ripert de Monclar, né à Aix-en-Provence, 1er octobre 1711–Saint-Saturnin-lès-Apt, 13 février 1773) est un magistrat français.

## Biographie
Né à Aix-en-Provence, il devient, comme son père avant lui, procureur général au parlement de Provence en 1738.
Il déploie, dans plusieurs Mémoires et de Réquisitoires, une connaissance profonde du droit public, en même temps qu'une éloquence remarquée.
Il est souvent consulté par le contrôleur général Machault sur des questions d'administration. Il combat l'impôt du vingtième et prend la défense des Protestants, surtout dans la question du mariage.
Il est chargé en 1768, avec le comte de Rochechouart, de prendre possession du Comtat Venaissin et soutient dans un mémoire les droits de la France sur ce pays. 
En 1747, il épouse Catherine Fresals de Lisle. De leur union naissent: 
- Jules Claude Louis Ripert de Monclar , condamné à la guillotine par le tribunal révolutionnaire de Paris le 1er messidor An II
- une fille qui épouse le Niçois Jean-Joseph Spitalieri de Cessole.
- Françoise Émilie Ripert de Monclar qui épouse en 1770 Jean Joseph de Rafélis de Broves

Par lettres patentes d'octobre 1769, Louis XV lui concéda le titre de marquis, pour lui et ses descendants et héritiers mâles. 
De sensibilité gallicane, il est un ardent adversaire des jésuites. Il publie contre eux en 1762 un célèbre Compte rendu des constitutions de la Société. On a aussi de lui des commentaires sur l'Esprit des lois de Montesquieu.
Il meurt à Saint-Saturnin-lès-Apt, dans son château de Bourgane.

## Publications diverses
- Mémoire sur le commerce des cuirs, 1759 : l’auteur demande l’abolition des droits qui grèvent ce commerce, ou tout au moins l’établissement d’un droit unique qui rende libre ce commerce lui-même, et l’établissement des tanneries.